# Toray Pan Pacific Open 1979
Il Toray Pan Pacific Open 1979 è stato un torneo di tennis giocato sul cemento.
È stata la 4ª edizione del Toray Pan Pacific Open, che fa parte del WTA Tour 1979. Si è giocato al Tokyo Metropolitan Gymnasium di Tokyo, in Giappone, dal 10 al 16 settembre 1979.

## Campionesse

### Singolare
Billie Jean King ha battuto in finale  Evonne Goolagong con il punteggio di 6–4, 7–5

### Doppio
- Doppio non disputato